# Діабетична нефропатія
Діабетична нефропатія — ускладнення цукрового діабету, специфічне захворювання нирок, яке характеризується незапальним ураженням клубочків, що призводить до розвитку хронічної ниркової недостатності. У розвитку та прогресуванні діабетичної нефропатії основну роль відіграють декомпенсація цукрового діабету, тривалість хвороби, підвищення артеріального тиску. Ранні прояви ушкодження нирок при цукровому діабеті перебігають безсимптомно. Клінічно діагностують діабетичну нефропатію починаючи із стадії мікроальбумунрії (від 30-300 мг за добу).
У найбільш тяжких ситуаціях настає ниркова недостатність, що призводить до нездатності організму самостійно позбутися від надлишкових і шкідливих речовин. У цих випадках, щоб підтримати життя хворого, доводиться використовувати гемодіаліз — досить складний стаціонарний апарат для діалізу, тобто очищення внутрішніх порожнин тіла від накопичених відходів.
Нефропатія — одне з тих тяжких і небезпечних ускладнень цукрового діабету, які призводять до смерті.